# Soledad Román de Núñez
Soledad Román de Núñez (Cartagena de Indias, 6 de octubre de 1835-Cartagena de Indias, 19 de octubre de 1924) fue la segunda esposa del expresidente colombiano Rafael Núñez. Ejerció notable influencia en las decisiones de su esposo, especialmente en la firma del concordato de 1887 y en la guerra civil de 1885, de la cual se ha dicho fue ganada por los regeneradores gracias a la labor adelantada por Soledad Román.

## Biografía

### Familia
Su padre fue el español Manuel Román y Picón, nacido en Moguer en 1804, y quien llegó a Colombia el 24 de marzo de 1834 en busca de quina. Sin embargo, el barco en el que se transportaba naufragó en las costas de Galerazamba, provincia de Cartagena de Indias y se vio obligado a radicarse en Colombia. En su primer año trabajó como profesor, gracias a su formación como Químico en París; una de sus alumnas fue la cartagenera Rafaela Polanco, madre de Soledad Román, de la cual se enamoró y con la que contrajo nupcias el 12 de enero de 1835, luego de haber juntado suficiente dinero para abrir una botica y demostrar sus estudios con las pruebas enviadas desde su España natal.
De la unión Román-Polanco nacieron doce hijos: Soledad, Rafaela, María Dolores, Dolores Sabina, Gabriel, Manuel, Ricardo, Eduardo, Henrique Luis, Antonio, Carlos y Fernando, quienes fueron rigurosamente educados bajo los principios morales del catolicismo y la tradición  política del conservadurismo, que en Colombia es representada por el Partido Conservador Colombiano.

### Juventud
Misiá Sola, como solían llamar a Soledad, pasó varios años de su juventud ayudando a su padre en la botica, establecimiento en el que, por haberse convertido para entonces en importante centro de reunión de los cartageneros, estableció sus primeros contactos con líderes políticos y económicos de la región.
Entre las amistades que cultivó se encontraba la de Juan José Nieto Gil, quien para entonces se desempeñaba como gobernador de Cartagena y cuyo secretario de gobierno era Rafael Núñez; fue así como, en la casa del gobernador, Soledad y Núñez se conocieron y empezaron a cultivar su amistad.
Durante cinco años Soledad estuvo comprometida con Pedro Macía, un acaudalado catalán, con quien sin embargo nunca llegó a contraer nupcias pues el matrimonio se postergaba año tras año, hasta que en 1857 rompieron el compromiso. Este evento fue aprovechado por Núñez, quien se apresuró a proponerle matrimonio, obteniendo un no como respuesta de Soledad.
Luego de la muerte de Manuel Román, padre de Sola, en 1874, la botica quedó bajo la dirección de su hermano Henrique Luis, al que llaman en Cartagena "el Progenitor", ya que ocupó muchos cargos de prestancia pública y modernizó drásticamente la ciudad dotándola de acueducto, energía eléctrica, el Teatro Heredía hoy Adolfo Mejía, el Puente entre Getsemaní y Manga que hoy se conoce como Puente Román. Don Henrique se dice fue su confidente hasta su muerte. Llevando el comercio en su sangre decide abrir su propio negocio, una cigarrería a la que llamó "El Dique" y en la que se ocupó, comerciando tabaco, por muchos años. Entre tanto Núñez se encontraba en Bogotá preparando su infructuosa candidatura a la Presidencia de Colombia para el periodo de 1876-1878.

### Regreso de Núñez a Cartagena
Resultando Núñez derrotado en la elecciones de 1876 decide retornar a Cartagena, donde reanuda sus lazos de amistad con Soledad Román, y a la vez se decide a presentar su candidatura para la presidencia del Estado Soberano de Bolívar, oponiéndose a la candidatura del conservador Bartolomé Calvo. Soledad, a pesar de su arraigo conservador, decide apoyar la candidatura de Núñez con la condición de que, como secretario general de su gobierno, si llegase a ganar, no escogiera a un enemigo del Partido Conservador sino a un liberal moderado, de esta manera Sola interfiere por primera vez en las decisiones políticas del que sería su esposo, pues al resultar este elegido decide nombrar a Benjamín Noguera como secretario general.
En 1877 Núñez renuncia a su cargo como presidente del Estado Soberano de Bolívar tras el triunfo de los liberales en la guerra civil de 1876-1877 y se aleja temporalmente del campo de la política, durante este tiempo se dedica a afianzar sus vínculos con Soledad, a quien poco después propone matrimonio. Sola se resistió inicialmente a aceptar la propuesta pues contraer un matrimonio civil contrariaba sus posturas religiosas y las de su familia, sin embargo, finalmente se decide a ser la segunda esposa de Núñez.

### Matrimonio civil

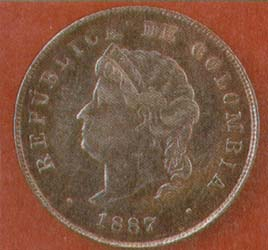
Moneda con la efigie de Soledad Román puesta en circulación en 1887 y eliminada el mismo año debido a las críticas que suscitó.

El matrimonio se llevó a cabo el 14 de junio de 1877 en París, donde ante el cónsul colombiano José Triana se presentaron Soledad y su hermano Eduardo Román, en calidad de apoderado. El matrimonio suscitó gran controversia y rechazo entre los colombianos, a Núñez se le tildó de bígamo, pues aunque se había divorciado por la ley civil de su primera esposa, Dolores Gallego, desde 1872, la ley eclesiástica no aprobaba la ruptura del vínculo, y Soledad fue abiertamente rechazada por amplios sectores de la sociedad entre los que destacaban los radicales, opositores de Núñez.
En las elecciones de 1880 Núñez resultó elegido presidente y marchó a la capital, Soledad no creyó conveniente acompañarlo y se separaron así por los dos años siguientes. En las elecciones de 1884 Núñez es elegido presidente por segunda vez y en esta ocasión decide llevar consigo a Soledad, lo que despertó gran desconcierto entre los capitalinos, al recibimiento de la pareja dejaron de asistir muchos de los líderes políticos, especialmente del liberalismo, lo que resultó realmente irónico, pues fueron los mismos liberales radicales quienes implantaron el matrimonio civil en el país y ahora se negaban a aceptar a la esposa del Regenerador.

### Intervención en las decisiones políticas de Núñez
De Soledad se dice que es la mujer que más ha incidido en la historia de Colombia y que manejó el poder en el país durante una década. En la guerra civil de 1885 se encuentra una de las evidencias de la influencia de Soledad en el gobierno de Núñez y su proyecto de la Regeneración: tras la declaración de guerra por parte de los radicales, Núñez se fue quedando sin el apoyo de sus copartidarios liberales y no sabía cómo acercarse a solicitar el auxilio de los conservadores, fue aquí cuando Soledad aprovechó las amistades con líderes conservadores que había cosechado durante su vida y se dio a la tarea de conversar con ellos para convencerlos de apoyar el gobierno del Regenerador, los conservadores, entonces, formaron ejércitos nuñistas que no tardaron en derrotar a los liberales insurrectos. Este triunfo abriría las puertas para que el proyecto regenerador se llevase a cabo en el país con la declaración de invalidez de la Constitución de 1863, la promulgación de la  Constitución de 1886 y la firma del concordato en 1887.
Acerca del concordato firmado entre el gobierno colombiano y la Santa Sede en 1887 —en el que Núñez, a pesar de ser agnóstico, se comprometía a facilitar los caminos para que el catolicismo pudiese recuperar la influencia en el poder colombiano, que había perdido tras veinte años de gobiernos anticlericales— se ha dicho que se realizó porque Soledad requería congraciarse con la Iglesia tras el matrimonio civil con Rafael Núñez, y que éste a fin de que su mujer encontrara paz en su interior decidió otorgar grandes beneficios al clero, entre los que se cuentan el restablecimiento del catolicismo como religión única, la restitución de los bienes expropiados a la Iglesia por Tomás Cipriano de Mosquera, la obligatoriedad de la enseñanza del catolicismo en la educación pública y la prohibición de autores como Darwin y Spencer, entre otros.

### Matrimonio eclesiástico y viudez
En febrero de 1889, tras la muerte de Dolores Gallego, primera esposa de Núñez, la pareja Núñez-Román al fin pudo contraer nupcias ante la Iglesia Católica, la celebración la ofició monseñor Biffi en la iglesia de San Pedro Claver. Luego de esta unión la pareja pudo convivir, ya con la aprobación eclesial, por cinco años hasta la muerte de Núñez en 1894.
Tras la muerte del Regenerador, el Congreso de la República de Colombia aprobó un proyecto de ley con el que se rendía homenaje al expresidente y se asignaba a Soledad una recompensa de cien mil pesos. Ante esta decisión, Soledad, a pesar de los momentos de miseria que ocasionalmente padeció, envió una carta a los congresistas en la que rechazaba cualquier beneficio económico. Tuvo, entonces, que vender de a pocos el terreno que rodeaba la casa quinta de El Cabrero, que había heredado de su padre, para poder mantener una vida modesta pero digna de su posición.
Murió el 19 de octubre de 1924 y sus restos fueron enterrados frente a los de Núñez, en la Capilla de Las Mercedes, que juntos habían construido cerca de El Cabrero.